# Château d'Écharcon
Le château d'Écharcon est un édifice situé sur le territoire de la commune d'Écharcon dans le département français de l'Essonne.

## Localisation
Le château est situé rue des Sablons.

## Histoire
Le château actuel date de la deuxième moitié du XVIIIe siècle et du XIXe siècle. 
Le nymphée du XVIIe siècle fait l'objet d'un classement au titre des monuments historiques depuis le 29 juillet 1976.